# Faust (musiker)
 For alternative betydninger, se Faust (flertydig). (Se også artikler, som begynder med Faust)
Bård G. "Faust" Eithun (født 21. april 1974) er en norsk trommeslager. Han er bedst kendt for sit tidlige arbejde med black metal-bandet Emperor, specielt på ep'en As the Shadows Rise og debutalbummet In the Nightside Eclipse. Han skriver også sangteksterne til andre bands, deriblandt supergruppen Zyklon.

## Mordet i Lillehammer
Eithun blev d. 21. august 1994 dømt for at have stukket en homoseksuel mand ihjel i Lillehammer, Norge.
Angiveligt, skulle manden have prøvet på at voldtage Eithun imens de gik i et beplantet område. Mordet opstod nær parken hvor åbningsceremonien for Vinter-OL 1994 afholdtes. Nogle medier spekulerede om mordet havde en forbindelse til black metal, satanisme eller fascisme – Eithun fortalte senere i et interview "I was never a satanist or fascist in any way". Jørn Tunsberg fra bandet Hades Almighty sagde også senere at mordet var et impulsivt drab, og det intet med black metal havde at gøre.  Kjetil Manheim der var en ven af Eithun på det tidspunkt, sagde "the situation that Faust was in wasn't a good experience. He felt that he was attacked. He was in shock". Faust blev idømt 14 års fængsel, men blev løsladt allerede i 2003 efter at have siddet i Ullersmo i ni år og fire måneder.